# François-Auguste Gevaert
François-Auguste Gevaert (Huysse, 31 de julio de 1828 - Bruselas, 28 de diciembre de 1908) fue un compositor y musicólogo belga.
Hijo de un panadero, se matriculó a los 13 años en el Conservatorio de Gante y a los 18 obtuvo un Premio de Roma (belga) que le permitió viajar a Italia, España y Alemania antes de establecerse en París, donde consiguió sus primeros éxitos en el Teatro Lírico, Georgette ou le Moulin de Fontenoy (1853), Le Billet de Marguerite (1854) y Les Lavandières de Santarem (1855). Esto le abrió las puertas de la Opéra-Comique donde se representó en 1858 su obra más ambiciosa, Quentin Durward, que fue reestrenada en Bruselas en 1930. A estas obras le siguieron Le Diable au Moulin (1859), Le Chateau trompette (1860), La Capitaine Henriot (1864). En 1867 fue nombrado director de la música en la Ópera de París.
Además de las óperas citadas su obra cuenta con una cantata, Jacob van Artevelde (1864), coros, un cuarteto de viento, motetes, misas y un Te Deum. 
Durante la guerra de 1870 se dirigió a Bruselas donde fue nombrado director del conservatorio, dejando a un lado su faceta de compositor para dedicarse más a la enseñanza.
Fue particularmente popular en Bélgica y en el Congo el canto nacional del Congo, canción que le encargó en 1908 el rey de los belgas Leopoldo II.
Además de sus creaciones musicales sus preocupaciones se orientaron también hacia la escritura orquestal con el Traité général d’instrumentatión (1863), el Nouveau traité d’instrumentatión (1885), el Cours méthodique d’orchestration (1890) y finalmente el Traité d’harmonie théorique et practique (1905-1907); también se preocupó por la música antigua en tres obras de gran erudición: Histoire et théorie de la musique de l’Antiquité (1875-81), La Mélopée antique dans le chant de l’eglise latine (1895-96) y Les Problèmes musicaux d'Aristote (1899-1903) en colaboración con J.C. Vollgraff.
- Datos: Q682376
- Multimedia: François-Auguste Gevaert / Q682376

Clasificación de los Instrumentos según GEVAERT:
- Instrumentos de Entonación Libre
- Instrumentos de Entonación Variable
Instrumentos de Entonación Fija